# Live PA
Live PA или просто «live» (сокр. от англ. Live Performance Aсt) — живое (Live) выступление в электронной музыки, когда исполнитель не микширует уже готовые композиции (как это делает диджей), а исполняет их во время самого выступления. 
Среди используемого оборудования можно заметить: ноутбуки, синтезаторы, грувбоксы, семплеры, секвенсоры и т. д.

Выступление Kraftwerk

Многих мировых электронных музыкантов можно отнести к исполнителям Live PA: Kraftwerk, Underworld, The Prodigy, Apparat, Tangerine Dream. Среди наиболее ярких электронных музыкантов России, представляющих Live можно отметить SCSI-9, D-Pulse.